# Union des associations européennes de football
L'Union des associations européennes de football, plus connue sous son sigle UEFA (Union of European Football Associations), est une association regroupant et représentant les fédérations nationales de football d'Europe.
Fondée en 1954 à Bâle en Suisse, l'UEFA a pour rôle de gérer et développer le football à l'échelon continental, sous l'égide de la FIFA. Elle organise et administre les principales compétitions continentales, qu'elles soient destinées aux sélections, comme le Championnat d'Europe et la Ligue des nations, ou aux clubs, comme la Ligue des champions, la Ligue Europa et la Supercoupe de l'UEFA. Elle est aussi responsable des compétitions de football féminin.
L'UEFA rassemble 55 fédérations depuis l'admission du Kosovo en 2016. Basée en Suisse depuis 1959, c'est une association au sens du droit suisse, neutre sur le plan politique et religieux.
Le président actuel de l’UEFA est le juriste slovène Aleksander Čeferin, élu le 14 septembre 2016 après l'intérim de onze mois de l'ancien footballeur espagnol Ángel María Villar Llona qui remplaçait alors Michel Platini, suspendu par la Commission d'éthique de la FIFA . 

## Histoire

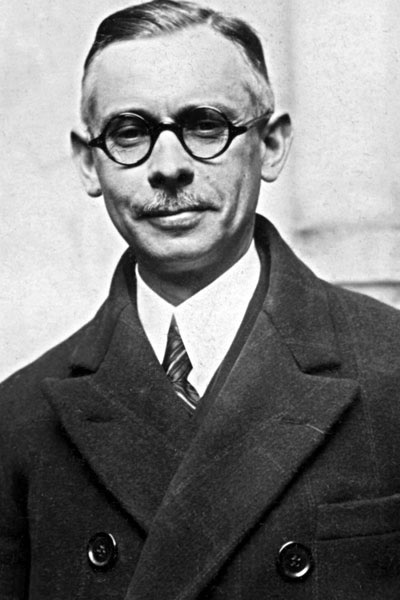
Henri Delaunay, premier secrétaire général de l'UEFA.

Au début des années 1950, les fédérations européennes, qui ont toujours eu la mainmise sur le fonctionnement de la FIFA, y font face à l'union des voix extra-européennes, et notamment sud-américaines (dont les fédérations collaborent de longue date, comme l'illustre l'organisation du championnat sud-américain depuis 1916). Un rapprochement devient de plus en plus nécessaire aux yeux de certains dirigeants, notamment l'Italien Ottorino Barassi, le Belge José Crahay et le Français Henri Delaunay, qui contactent leurs homologues. Stanley Rous, secrétaire général d'une Fédération anglaise généralement isolationniste, y apporte notamment son soutien de poids,. La levée en 1953 de l'interdiction de confédérations continentales par la FIFA, un concept auquel l'emblématique président de la FIFA Jules Rimet s'était toujours opposé, rend possible l'officialisation d'un rassemblement européen,.
Le « Groupe des associations européennes » est fondé le 15 juin 1954 à Bâle en Suisse, par 25 ou 26 délégués représentant une trentaine de fédérations, à l'occasion de la Coupe du monde 1954 organisée en Suisse. Le rassemblement est rebaptisé « Union des associations européennes de football » pendant la réunion du 29 et 30 octobre 1954, et sa première assemblée générale se déroule le 2 et le 3 mars 1955 à Vienne, en Autriche. Le siège est à Paris, 22 rue de Londres, à la même adresse que la Fédération française de football. L'UEFA est alors considérée comme un lieu de concertation par la plupart de ses membres, et non d'organisation de compétition, vu comme un pré-carré réservé à la FIFA. Le décès en novembre 1955 d’Henri Delaunay, premier secrétaire général de l'organisation et soutien important à la création d'une compétition entre sélections européennes, éloigne un peu plus encore la nouvelle UEFA de cette perspective.
La toute jeune UEFA assiste cependant à l'organisation d'un « Championnat d’Europe des clubs », dont l'idée apparaît dans une tribune du journaliste de L'Équipe Gabriel Hanot. En avril 1955, le quotidien réunit à Paris les présidents des principaux clubs européens, au cours de laquelle le principe de la Coupe des clubs champions européens 1955-1956 est acté. Cette compétition reprend le principe des Coupe Mitropa et autres Coupe Latine, en les étendant à l'échelle du continent, et l'UEFA se voit obligée d'y donner son accord. Seize clubs participent à cette première édition, que le Real Madrid CF remporte face au Stade de Reims au Parc des Princes. En 1959, l'UEFA emménage Kirchenfeldstrasse à Berne en Suisse. En 1961, l'UEFA prend à son compte et légitime une autre compétition lancée un an auparavant, la Coupe d'Europe des vainqueurs de coupe. En 1971 enfin, l'UEFA absorbe la Coupe des villes de foires, restée indépendante depuis 1955, et la remplace par la Coupe UEFA.

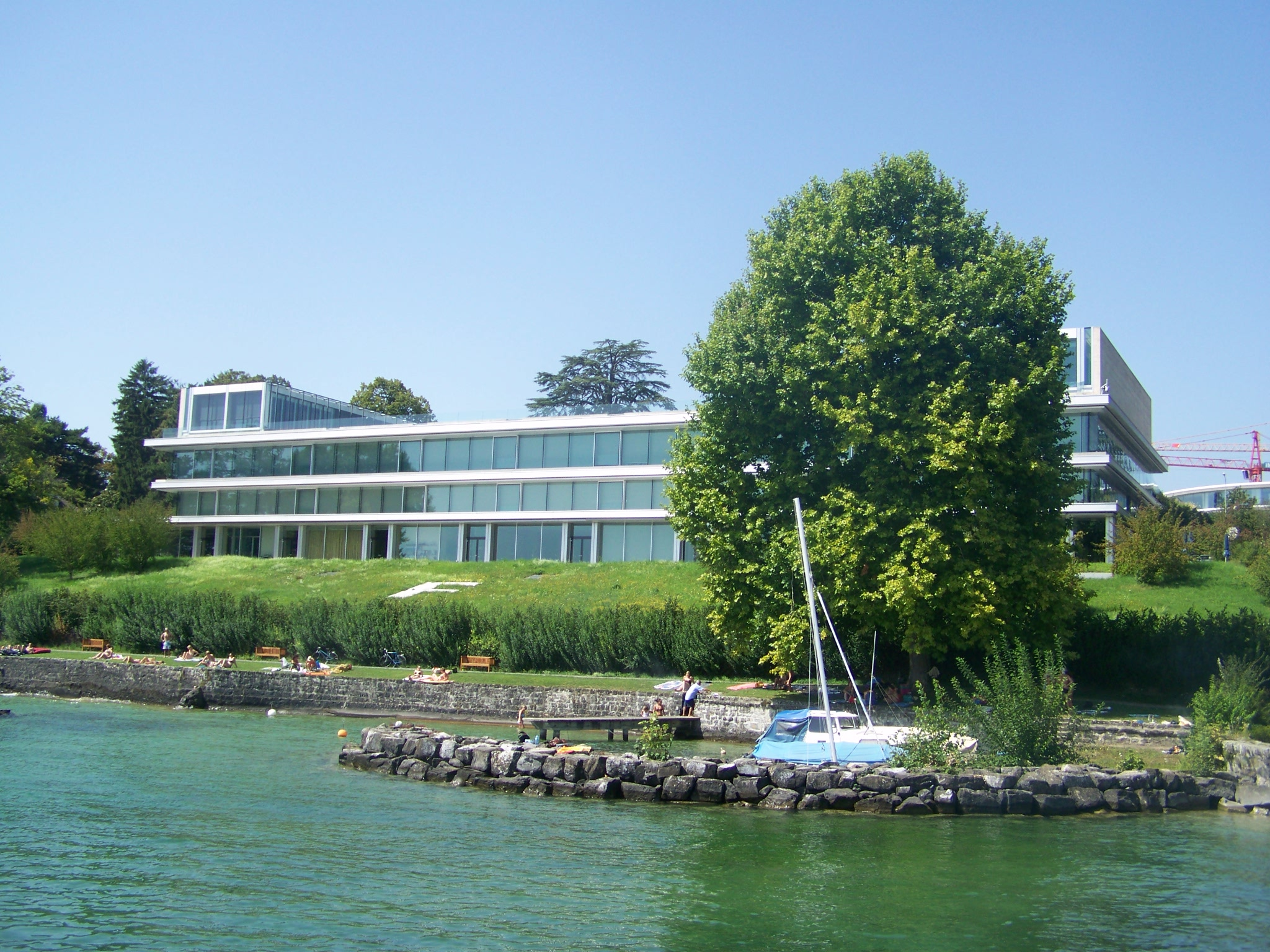
Le siège sur les bords du lac Léman.

Le succès rencontré par les compétitions continentales inter-clubs pousse à la création d'une compétition de sélections. Malgré la réticence de nombreux membres, l’UEFA annonce en juin 1958 l'organisation d'une Coupe d’Europe des nations, baptisée « Coupe Henri-Delaunay » et disputée en alternance avec la Coupe du monde. La première édition, organisée entre septembre 1958 et juillet 1960, ne compte que 17 sélections inscrites (l'Angleterre, l'Allemagne, la Belgique et l’Italie n'y participent notamment pas), dont quatre s'opposent en phase finale. L'Union soviétique en est le premier vainqueur, la finale se jouant au Parc des Princes à Paris. Dès l'édition suivante, vingt-neuf sélections s'inscrivent. En 1977, le président de l’UEFA Artemio Franchi décide d'augmenter le nombre d’équipes admises en phase finale à huit. Le nombre de qualifiés passe à seize à partir de l'Euro 1996.
En 1995, le football européen est profondément bousculé par l'arrêt Bosman. Dans cette décision, la Cour de justice des Communautés européennes affirme que les règlements de l'UEFA, et notamment ceux instaurant des quotas liés à la nationalité dans les clubs, sont contraires à l'article 48 du Traité de Rome sur la libre circulation des travailleurs entre les États membres. Depuis cet arrêt, il n'est plus possible de limiter le nombre de sportifs des nationalités européennes dans une équipe ou une compétition professionnelle d'Europe.
En 2000, les clubs de football les plus puissants d'Europe, souhaitant influer davantage sur l'UEFA, crée le « G14 », une organisation de lobbying. Elle est dissoute en janvier 2008 sous la pression de l'UEFA et remplacée par l'Association européenne des clubs (ECA).
Initialement installé à Paris, dans les bureaux de la Fédération française, le siège de l'organisation est déplacé à Berne, la capitale suisse, en 1959, puis à Nyon en 1995. Les archives de son siège, appelé Maison du football européen, sont inscrites comme bien culturel suisse d'importance nationale.

## Liste des fédérations membres de l'UEFA
Les membres fondateurs de l'UEFA sont officiellement au nombre de 31. Ce sont l'Albanie, la République fédérale d'Allemagne (RFA), la République démocratique allemande (RDA), l'Angleterre, l’Autriche, la Belgique, la Bulgarie, le Danemark, l'Écosse, l'Espagne, la Finlande, la France, la Grèce, la Hongrie, l'Irlande, l'Irlande du Nord, l'Islande, l'Italie, le Luxembourg, la Norvège, les Pays-Bas, le Pays de Galles, la Pologne, le Portugal, la Roumanie, la Sarre, la Suède, la Suisse, la Tchécoslovaquie, l'URSS et la Yougoslavie.
Ce sont les fédérations nationales de football qui sont membres de la fédération européenne et non les États. Le statut de membre de l'UEFA correspond souvent à la reconnaissance de l'entité nationale en tant qu’État souverain, mais ce n'est pas systématique. Ainsi, les nations constitutives du Royaume-Uni (Angleterre, Écosse, pays de Galles et Irlande du Nord) sont indépendantes à l'UEFA. Dans le même cas on trouve les Îles Féroé qui appartiennent au Danemark et Gibraltar qui est un territoire britannique d'outre-mer. Deux pays sont membres de l'UEFA alors qu'ils sont transcontinentaux (la Turquie et la Russie). Cinq autres le sont, alors qu'ils se trouvent sur le continent asiatique : l'Arménie, l'Azerbaïdjan, et la Géorgie d'une part ; et d'autre part le Kazakhstan et Israël, qui ont appartenu à la Confédération asiatique de football (Israël a dû changer de confédération pour des raisons politiques).
Par ailleurs, l'UEFA permet à certaines équipes de participer à un championnat qui n'est pas le championnat national. L'AS Monaco participe au championnat de France parce qu'il n'existe pas de championnat national. Les clubs du Liechtenstein participent au championnat suisse. Des clubs gallois participent au championnat anglais (Swansea City, Cardiff, etc.) et les Berwick Rangers, club anglais dispute le championnat écossais. Le conflit nord-irlandais a provoqué l'exclusion du Derry City FC du championnat nord-irlandais. Le club dispute donc depuis 1985 le championnat d'Irlande de football.
Le nombre de membres augmente sensiblement au cours des années 1990 avec l'éclatement de l'URSS et de la Yougoslavie. En 2016, ils sont 55 :
| Fédération                     | Fondation | FIFA | UEFA | Principales sélections                      | Championnats nationaux                                                                             | Coupes nationales                                                                                                   |
| ------------------------------ | --------- | ---- | ---- | ------------------------------------------- | -------------------------------------------------------------------------------------------------- | --- |
| Albanie                        | 1930      | 1932 | 1954 | Équipe masculine (Espoirs) Équipe féminine  | Championnat - D2 - D3 - D4 Championnat féminin                                                     | Coupe - Supercoupe Coupe féminine                                                                                   |
| Allemagne                      | 1900      | 1904 | 1954 | Équipe masculine (Espoirs) Équipe féminine  | Championnat - D2 - D3 - D4 Championnat féminin - D2                                                | Coupe - Supercoupe Coupe féminine - Supercoupe féminine                                                             |
| Andorre                        | 1994      | 1996 | 1996 | Équipe masculine (Espoirs) Équipe féminine  | Championnat - D2                                                                                   | Coupe - Supercoupe                                                                                                  |
| Angleterre                     | 1863      | 1905 | 1954 | Équipe masculine (Espoirs) Équipe féminine  | Championnat - D2 - D3 - D4 - D5 Championnat féminin - D2 - D3 - D4                                 | Coupe - Coupe de la Ligue - Community Shield Coupe féminine - Coupe de la Ligue féminine - Community Shield féminin |
| Arménie                        | 1992      | 1992 | 1992 | Équipe masculine (Espoirs) Équipe féminine  | Championnat - D2                                                                                   | Coupe - Supercoupe                                                                                                  |
| Autriche                       | 1904      | 1905 | 1954 | Équipe masculine (Espoirs) Équipe féminine  | Championnat - D2 - D3 Championnat féminin                                                          | Coupe - Supercoupe Coupe féminine - Supercoupe féminine                                                             |
| Azerbaïdjan                    | 1992      | 1994 | 1994 | Équipe masculine (Espoirs) Équipe féminine  | Championnat - D2 - D3 - D4 Championnat féminin                                                     | Coupe - Supercoupe                                                                                                  |
| Belgique Ligue professionnelle | 1895      | 1904 | 1954 | Équipe masculine (Espoirs) Équipe féminine  | Championnat - D2 - D3 - D4 - D5 Championnat féminin - D2 - D3 - D4                                 | Coupe - Supercoupe Coupe féminine                                                                                   |
| Biélorussie                    | 1989      | 1992 | 1993 | Équipe masculine (Espoirs) Équipe féminine  | Championnat - D2 - D3 Championnat féminin                                                          | Coupe - Supercoupe Coupe féminine - Supercoupe féminine                                                             |
| Bosnie-Herzégovine             | 1992      | 1996 | 1998 | Équipe masculine (Espoirs) Équipe féminine  | Championnat - D2 Championnat féminin                                                               | Coupe Coupe féminine                                                                                                |
| Bulgarie                       | 1923      | 1924 | 1954 | Équipe masculine (Espoirs) Équipe féminine  | Championnat - D2 - D3 Championnat féminin                                                          | Coupe - Supercoupe Coupe féminine                                                                                   |
| Chypre                         | 1934      | 1948 | 1962 | Équipe masculine (Espoirs) Équipe féminine  | Championnat - D2 - D3 Championnat féminin                                                          | Coupe - Supercoupe Coupe féminine - Supercoupe féminine                                                             |
| Croatie                        | 1912      | 1992 | 1993 | Équipe masculine (Espoirs) Équipe féminine  | Championnat - D2 - D3 Championnat féminin                                                          | Coupe- Supercoupe Coupe féminine                                                                                    |
| Danemark                       | 1889      | 1904 | 1954 | Équipe masculine (Espoirs) Équipe féminine  | Championnat - D2 - D3 - D4 Championnat féminin                                                     | Coupe - Coupe de la Ligue - Supercoupe Coupe féminine                                                               |
| Écosse                         | 1873      | 1910 | 1954 | Équipe masculine (Espoirs) Équipe féminine  | Championnat - D2 - D3 - D4 - Championnat des réserves Championnat féminin - D2 - D3 - D4           | Coupe - Coupe de la ligue Coupe féminine - Coupe de la Ligue féminine                                               |
| Espagne                        | 1909      | 1913 | 1954 | Équipe masculine (Espoirs) Équipe féminine  | Championnat - D2 - D3 - D4 - D5 Championnat féminin - D2 - D3 - D4                                 | Coupe - Supercoupe Coupe féminine - Supercoupe féminine                                                             |
| Estonie                        | 1921      | 1923 | 1992 | Équipe masculine (Espoirs) Équipe féminine  | Championnat - D2 - D3 - D4 - D5 - D6 Championnat féminin                                           | Coupe - Supercoupe Coupe féminine - Supercoupe féminine                                                             |
| Îles Féroé                     | 1979      | 1988 | 1990 | Équipe masculine (Espoirs) Équipe féminine  | Championnat - D2 - D3 - D4 Championnat féminin - D2                                                | Coupe - Supercoupe Coupe féminine                                                                                   |
| Finlande                       | 1907      | 1908 | 1954 | Équipe masculine (Espoirs) Équipe féminine  | Championnat - D2 - D3 Championnat féminin - D2 - D3                                                | Coupe - Coupe de la Ligue Coupe féminine                                                                            |
| France Ligue professionnelle   | 19191     | 1904 | 1954 | Équipe masculine (Espoirs) Équipe féminine  | Championnat - D2 - D3 (National) - D4 (National 2) - D5 (National 3) Championnat féminin - D2 - D3 | Coupe - Supercoupe Coupe féminine - Supercoupe féminine                                                             |
| Géorgie                        | 1990      | 1992 | 1992 | Équipe masculine (Espoirs) Équipe féminine  | Championnat - D2 - D3 Championnat féminin                                                          | Coupe - Supercoupe                                                                                                  |
| Gibraltar                      | 1895      | 2016 | 2013 | Équipe masculine (Espoirs) Équipe féminine  | Championnat - D2 Championnat féminin                                                               | Coupe - Supercoupe Coupe féminine                                                                                   |
| Grèce                          | 1926      | 1927 | 1954 | Équipe masculine (Espoirs) Équipe féminine  | Championnat - D2 - D3 Championnat féminin                                                          | Coupe - Supercoupe Coupe féminine                                                                                   |
| Hongrie                        | 1901      | 1906 | 1954 | Équipe masculine (Espoirs) Équipe féminine  | Championnat - D2 - D3 Championnat féminin                                                          | Coupe - Coupe de la ligue - Supercoupe Coupe féminine - Supercoupe féminine                                         |
| Irlande                        | 1921      | 1923 | 1954 | Équipe masculine (Espoirs) Équipe féminine  | Championnat - D2 Championnat féminin                                                               | Coupe - Coupe de la Ligue - Supercoupe Coupe féminine - Coupe de la Ligue féminine                                  |
| Irlande du Nord                | 1880      | 1911 | 1954 | Équipe masculine (Espoirs) Équipe féminine  | Championnat - D2 - D3 Championnat féminin - D2 - D3                                                | Coupe - Coupe de la Ligue - Supercoupe Coupe                                                                        |
| Islande                        | 1947      | 1947 | 1954 | Équipe masculine (Espoirs) Équipe féminine  | Championnat - D2 - D3 - D4 - D5 Championnat féminin - D2 - D3                                      | Coupe - Coupe de la Ligue - Supercoupe Coupe féminine - Coupe de la Ligue féminine - Supercoupe féminine            |
| Israël                         | 1928      | 1929 | 1994 | Équipe masculine (Espoirs) Équipe féminine  | Championnat - D2 - D3 - D4 - D5 Championnat féminin                                                | Coupe - Coupe de la Ligue - Supercoupe Coupe féminine                                                               |
| Italie                         | 1898      | 1905 | 1954 | Équipe masculine (Espoirs) Équipe féminine  | Championnat - D2 - D3 - D4 Championnat féminin                                                     | Coupe - Supercoupe Coupe - Supercoupe                                                                               |
| Kazakhstan                     | 1994      | 1994 | 2002 | Équipe masculine (Espoirs) Équipe féminine  | Championnat - D2 Championnat féminin                                                               | Coupe - Supercoupe Coupe féminine                                                                                   |
| Kosovo                         | 1946      | 2016 | 2016 | Équipe masculine (Espoirs) Équipe féminine  | Championnat - D2 - D3 Championnat féminin                                                          | Coupe - Supercoupe Coupe féminine                                                                                   |
| Lettonie                       | 1921      | 1922 | 1992 | Équipe masculine (Espoirs) Équipe féminine  | Championnat - D2 - D3 Championnat féminin                                                          | Coupe - Supercoupe Coupe féminine                                                                                   |
| Liechtenstein                  | 1934      | 1974 | 1974 | Équipe masculine (Espoirs Équipe féminine   | Clubs évoluant dans le système Suisse                                                              | Coupe |
| Lituanie                       | 1922      | 1923 | 1992 | Équipe masculine (Espoirs) Équipe féminine  | Championnat - D2 - D3 Championnat féminin                                                          | Coupe - Supercoupe Coupe féminine                                                                                   |
| Luxembourg                     | 1908      | 1910 | 1954 | Équipe masculine (Espoirs) Équipe féminine  | Championnat - D2 - D3 - D4 - D5 Championnat féminin                                                | Coupe Coupe féminine                                                                                                |
| Macédoine du Nord              | 1948      | 1994 | 1994 | Équipe masculine (Espoirs) Équipe féminine  | Championnat - D2 - D3 Championnat féminin                                                          | Coupe - Supercoupe Coupe féminine                                                                                   |
| Malte                          | 1900      | 1959 | 1960 | Équipe masculine (Espoirs) Équipe féminine  | Championnat - D2 - D3 - D4 Championnat féminin                                                     | Coupe - Supercoupe Coupe féminine - Supercoupe féminine                                                             |
| Moldavie                       | 1990      | 1994 | 1993 | Équipe masculine (Espoirs) Équipe féminine  | Championnat - D2 - D3 Championnat féminin                                                          | Coupe - Supercoupe Coupe féminine                                                                                   |
| Monténégro                     | 1931      | 2007 | 2007 | Équipe masculine (Espoirs) Équipe féminine  | Championnat - D2 - D3 Championnat féminin                                                          | Coupe Coupe féminine                                                                                                |
| Norvège                        | 1902      | 1908 | 1954 | Équipe masculine (Espoirs) Équipe féminine  | Championnat - D2 - D3 - D4 Championnat féminin - D2                                                | Coupe - Supercoupe Coupe féminine                                                                                   |
| Pays-Bas                       | 1889      | 1904 | 1954 | Équipe masculine (Espoirs) Équipe féminine  | Championnat - D2 - D3 - D4 - D5 Championnat féminin                                                | Coupe - Supercoupe Coupe féminine - Supercoupe féminine                                                             |
| Pays de Galles                 | 1876      | 1910 | 1954 | Équipe masculine (Espoirs) Équipe féminine  | Championnat - D2 - D3 - D4 Championnat féminin                                                     | Coupe - Coupe de la ligue Coupe féminine                                                                            |
| Pologne                        | 1919      | 1923 | 1954 | Équipe masculine (Espoirs) Équipe féminine  | Championnat - D2 - D3 - D4 Championnat féminin                                                     | Coupe - Supercoupe Coupe féminine                                                                                   |
| Portugal Ligue professionnelle | 1914      | 1923 | 1954 | Équipe masculine - Espoirs) Équipe féminine | Championnat - D2 - D3 - D4 Championnat féminin - D2                                                | Coupe - Coupe de la ligue - Supercoupe Coupe féminine - Supercoupe féminine                                         |
| Roumanie                       | 1909      | 1923 | 1954 | Équipe masculine (Espoirs) Équipe féminine  | Championnat - D2 - D3 Championnat féminin - D2                                                     | Coupe - Coupe de la Ligue - Supercoupe Coupe féminine                                                               |
| Russie                         | 1912      | 1912 | 1954 | Équipe masculine (Espoirs) Équipe féminine  | Championnat - D2 - D3 - D4 Championnat féminin                                                     | Coupe - Coupe de la Ligue - Supercoupe Coupe féminine - Supercoupe féminine                                         |
| Saint-Marin                    | 1931      | 1988 | 1988 | Équipe masculine (Espoirs)                  | Championnat                                                                                        | Coupe - Supercoupe                                                                                                  |
| Serbie                         | 1919      | 1921 | 1954 | Équipe masculine (Espoirs) Équipe féminine  | Championnat - D2 - D3 - D4 Championnat féminin - D2                                                | Coupe Coupe féminine                                                                                                |
| Slovaquie                      | 1938      | 1994 | 1993 | Équipe masculine (Espoirs) Équipe féminine  | Championnat - D2 - D3 - D4 - D5 Championnat féminin                                                | Coupe - Supercoupe Coupe féminine                                                                                   |
| Slovénie                       | 1920      | 1994 | 1994 | Équipe masculine (Espoirs) Équipe féminine  | Championnat - D2 - D3 Championnat féminin                                                          | Coupe - Supercoupe Coupe féminine                                                                                   |
| Suède                          | 1904      | 1904 | 1954 | Équipe masculine (Espoirs) Équipe féminine  | Championnat - D2 - D3 - D4 - D5 Championnat féminin - D2                                           | Coupe - Supercoupe Coupe féminine - Supercoupe féminine                                                             |
| Suisse                         | 1895      | 1904 | 1954 | Équipe masculine (Espoirs) Équipe féminine  | Championnat - D2 - D3 - D4 - D5 Championnat féminin - D2                                           | Coupe - Coupe de la ligue - Supercoupe Coupe féminine                                                               |
| Tchéquie                       | 1901      | 1907 | 1954 | Équipe masculine (Espoirs) Équipe féminine  | Championnat - D2 - D3 - D4 Championnat féminin - D2                                                | Coupe - Supercoupe Coupe féminine                                                                                   |
| Turquie                        | 1923      | 1923 | 1962 | Équipe masculine (Espoirs) Équipe féminine  | Championnat - D2 - D3 - D4 Championnat féminin - D2 - D3                                           | Coupe - Supercoupe                                                                                                  |
| Ukraine                        | 1991      | 1992 | 1992 | Équipe masculine (Espoirs) Équipe féminine  | Championnat - D2 - D3 - D4 Championnat féminin - D2                                                | Coupe - Supercoupe Coupe féminine                                                                                   |
| modifier                       |           |      |      |                                             | | |

| Fédération | Fondation | FIFA | Principales sélections     | Championnats nationaux | Coupes nationales |
| ---------- | --------- | ---- | -------------------------- | --- | --- |
| Monaco     | 2000      | 2012 | Équipe masculine (Espoirs) | l'AS Monaco évolue dans le Championnat français. Les clubs monégasques participent au Challenge Prince Rainier III et au Trophée Ville de Monaco | L'AS Monaco participe à la Coupe de France et au Trophée des champions. Les clubs monégasques participent au Challenge Monégasque. |
| Vatican    | 2002      | 2015 | Équipe masculine (Espoirs) | Championnat | |

En 2016, l'UEFA ne reconnaît pas les fédérations de la république turque de Chypre du Nord, du Groenland, ni les équipes de football des Îles Anglo-Normandes (Jersey, Guernesey, etc.) ou des Îles d'Åland.
Parmi les associations ayant été membres de l'UEFA au cours de son histoire, cinq ont cessé d'exister : 
- Sarre : Avant que la Sarre rejoigne la République fédérale d'Allemagne, sa fédération de football alors indépendante a été membre de l’UEFA de 1954 à 1956.
- Allemagne de l'Est : la Fédération d'Allemagne de l'Est de football (Deutscher Fußball-Verband) est membre de l’UEFA de 1954 à sa dissolution le 20 novembre 1990, à la suite de la réunification allemande.
- Tchécoslovaquie : la Fédération tchécoslovaque de football a été membre de l’UEFA de 1954 à 1994. Elle cessa d’exister au profit des fédérations de Tchéquie et de Slovaquie. En accord avec les parties concernées, la Fédération tchèque se porta cessionnaire et hérita du siège de membre de la fédération tchécoslovaque à l'UEFA, forçant la fédération slovaque de football à formuler de son côté une demande d'affiliation.
- URSS : la Fédération soviétique de football a été membre de l’UEFA de 1954 à 1992. En sursis, elle change de nom au premier semestre 1992 pour assurer l'intérim de la C.E.I. (Communauté des États indépendants) et son équipe de football jusqu'à l'échéance de l'Euro, en juin 1992, pour lequel l'équipe d'URSS s'était qualifiée. Elle cesse d’exister définitivement dès la fin de l'Euro. Les quinze fédérations qui composaient la communauté (Géorgie, Arménie, Azerbaïdjan, Lettonie, Lituanie, Estonie, Biélorussie, Ukraine, Russie, Moldavie, Kazakhstan, Ouzbékistan, Kirghizistan, Tadjikistan et Turkménistan) prennent leur indépendance et demandent pour la plupart leur adhésion à l'UEFA. La Fédération russe, fondée un peu plus tôt dans l'année, se déclare cessionnaire de la fédération soviétique dissoute et hérite de son siège de membre à l'UEFA. Contrairement aux autres fédérations de l'ex-URSS, elle n'a ainsi pas besoin de formuler de demande d'affiliation.
- Yougoslavie : la fédération de Yougoslavie de football (FSJ) a été membre de l'UEFA de 1954 à 2006. La première et principale période court jusqu'au démantèlement de la Yougoslavie amorcé en 1991. La fin de l'équipe de la "grande" Yougoslavie intervient au printemps 1992, lorsque son exclusion de l'Euro est prononcée peu avant le début de la compétition. En 1994 la FSJ est toujours aux commandes du football du pays, celui de la nouvelle  République fédérale de Yougoslavie, une Yougoslavie désormais réduite à la Serbie et au Monténégro. En 2003 la RF Yougoslavie change de nom en  Serbie-et-Monténégro, et il en va de même pour la FSJ, renommée FSSCG. Dans la foulée de la proclamation de l'indépendance du Monténégro, la FSSCG, fédération serbo-monténégrine de football (ex-FSJ), est dissoute le 28 juin 2006. En accord avec la Fédération monténégrine, la Fédération de Serbie de football (ces deux associations existant déjà en tant que sous-fédérations) se déclare cessionnaire de l'ancienne fédération yougoslave et obtient la continuité de l'affiliation auprès de l'UEFA. En récupérant le siège de membre de l'ex-Yougoslavie (et de la Serbie-et-Monténégro), la Serbie hérite au passage de son palmarès et de son historique.

## Organisation interne

### Direction

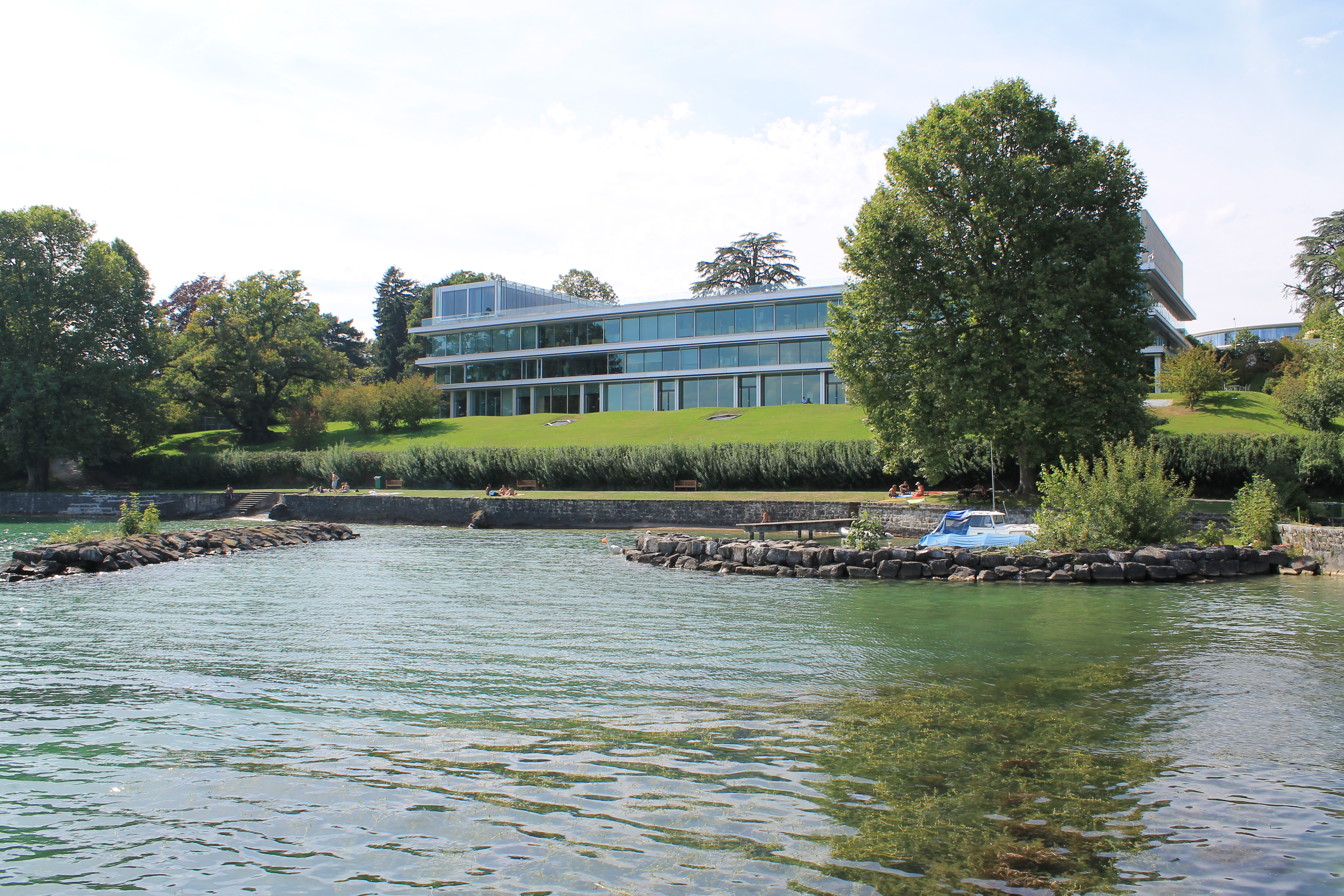
Siège de l'UEFA à Nyon

Le président de l'UEFA est élu par les présidents des fédérations qui la composent. Le président de l'UEFA est automatiquement vice-président de la FIFA.
Le président et ancien footballeur français Michel Platini, est élu le 26 janvier 2007 par 27 contre 23 voix (et deux votes nuls). Son prédécesseur Lennart Johansson, en poste depuis dix-sept ans, est fait « président d'honneur ». En 2010, Platini est candidat à sa propre succession et réélu à l'unanimité « par acclamation », du fait qu'aucune candidature à son encontre n'ait été déposée. Puis en 2015, Platini est de nouveau candidat à sa propre succession et est aussi réélu à l'unanimité « par acclamation » des 54 fédérations nationales, dans les mêmes conditions. Le 8 octobre 2015, il est suspendu de toute activité en relation avec le football par la Commission d'éthique de la FIFA.
| Nom                          | Nationalité | du                | jusqu'au          |
| ---------------------------- | ----------- | ----------------- | ----------------- |
| Ebbe Schwartz                | Danemark    | 22 juin 1954      | 17 avril 1962     |
| Gustav Wiederkehr            | Suisse      | 17 avril 1962     | 7 juillet 1972 †  |
| Barcs Sándor                 | Hongrie     | 7 juillet 1972    | 15 mars 1973      |
| Artemio Franchi              | Italie      | 15 mars 1973      | 12 août 1983 †    |
| Jacques Georges              | France      | 12 août 1983      | 26 juin 1984      |
| Jacques Georges              | France      | 26 juin 1984      | 19 avril 1990     |
| Lennart Johansson            | Suède       | 19 avril 1990     | 26 janvier 2007   |
| Michel Platini               | France      | 26 janvier 2007   | 8 octobre 2015    |
| Ángel María Villar (intérim) | Espagne     | 8 octobre 2015    | 14 septembre 2016 |
| Aleksander Čeferin           | Slovénie    | 14 septembre 2016 |                   |

En italique, les personnes ayant occupé le poste de président de l'UEFA par intérim, à la suite des décès de Gustav Wiederkehr en 1972 et d'Artemio Franchi en 1983 et de la suspension de Michel Platini en 2015.
| Nom                       | Nationalité   | du               | jusqu'au          |
| ------------------------- | ------------- | ---------------- | ----------------- |
| Henri Delaunay            | France        | 22 juin 1954     | 9 novembre 1955 † |
| Pierre Delaunay           | France        | 8 juin 1956      | 31 décembre 1959  |
| Hans Bangerter (en)       | Suisse        | 1er janvier 1960 | 31 décembre 1988  |
| Gerhard Aigner (en)       | Allemagne     | 1er janvier 1989 | 31 décembre 2003  |
| Lars-Christer Olsson (en) | Suède         | 1er janvier 2004 | 31 janvier 2007   |
| Gianni Infantino          | Italie Suisse | 1er février 2007 | 31 mai 2007       |
| David Taylor (en)         | Écosse        | 1er juin 2007    | 2009              |
| Gianni Infantino          | Italie Suisse | 2009             | 26 février 2016   |
| Theodore Theodoridis (en) | Grèce         | 27 février 2016  |                   |

### Comité exécutif
Le comité exécutif est l'organe de supervision de l'UEFA. Il se compose de seize membres, dont un président et cinq vice-présidents. Ils sont élus par moitié tous les deux ans. La durée du mandat d'un membre est de quatre ans. Quatre vice-présidents et le trésorier sont élus parmi les membres du comité.
En mars 2009, le comité exécutif est composé de Michel Platini, président, et compte comme vice-présidents le président de la Fédération royale néerlandaise Michael van Praag, l'ancien président de la Football Association Geoffrey Thompson, l'ancien footballeur espagnol Angel María Villar Llona, le Chypriote Marios Lefkaritis (de) et le Maltais Joseph Mifsud. Parmi les dix autres membres du comité figurent notamment l'ancien footballeur roumain Mircea Sandu et le président de la Fédération allemande Theo Zwanziger.

### Membres honoraires
Les membres honoraires sont des personnalités qui ont développé le football européen. Ils sont nommés par le comité exécutif. Leur voix est seulement consultative. Outre Lennart Johansson, nommé Président d'honneur en 2007, les membres honoraires sont les suivants (en 2010) : les anciens secrétaires généraux Gerhard Aigner et Hans Bangerter, d'anciens présidents fédérations nationales comme les Allemands Egidius Braun et Gerhard Mayer-Vorfelder (en), l'Irlandais Des Casey et le Français Jean Fournet-Fayard, le Norvégien Per Ravn Omdal (en), le Russe Viacheslav Koloskov (en), ancien vice-président de la FIFA, et le Suisse Giangiorgio Spiess.

## Identité visuelle

Logo avant 1995
Logo utilisé de 1995 à 2012
Logo en vigueur depuis 2012
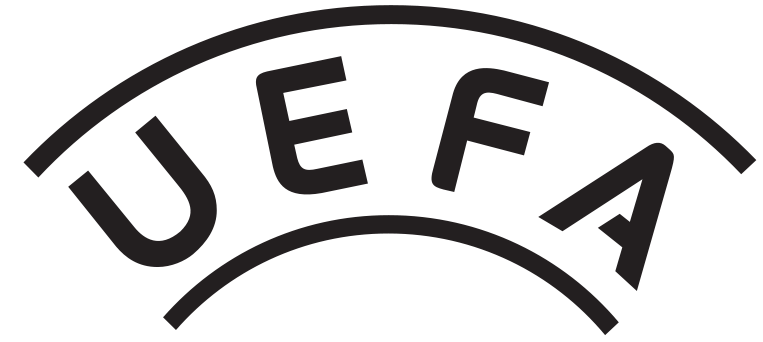
Logo simplifié

## Organisation de compétitions
L'UEFA organise les compétitions entre clubs et entre sélections nationales à l'échelon européen, quelle que soit la catégorie d'âge. Certaines de ces compétitions sont considérées parmi les plus prestigieuses au monde.

### Sélections

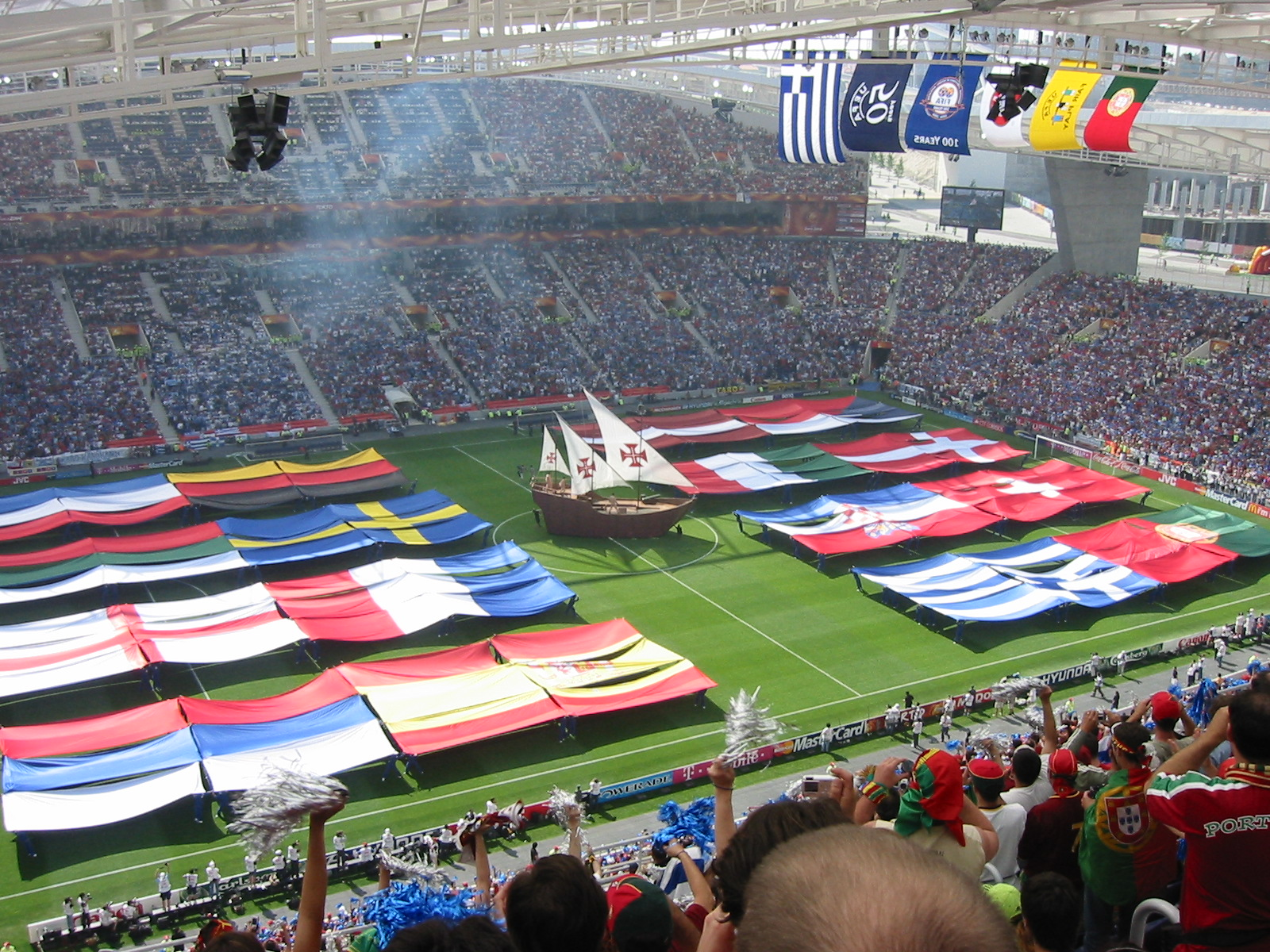
Cérémonie d'ouverture de l'Euro 2004 au Portugal.

La principale compétition entre sélections nationales organisée par l'UEFA est le Championnat d'Europe, dont la première édition se déroule entre 1958 et 1960. Il se tient tous les quatre ans, en alternance avec la Coupe du monde. Jusqu'en 1968, le tournoi s'appelle « Coupe d'Europe des nations ». Il est souvent simplement dénommé par les médias « Euro ».
Cette compétition est déclinée dans les catégories de jeunes : le championnat Espoirs (moins de 21 ans), repris par l'UEFA en 1978 et organisé tous les deux ans, et les championnats des moins de 19 ans (« juniors ») et moins de 17 ans (« cadets »), organisés tous les ans. Seules l'Italie, l'Allemagne, l'Espagne et la France ont remporté chacune des quatre compétitions (mis à jour en 2014).
La même déclinaison existe pour le football féminin, à l'exception du niveau « espoirs » : championnat d'Europe, organisé par l'UEFA depuis 1984, championnats des moins de 19 ans et des moins de 17 ans.
En 1997, l'UEFA lance avec la CAF une compétition commune destinée aux moins de 17 ans : la Coupe Méridien, dans le cadre d'un programme de coopération entre les deux confédérations. Autre compétition à la marge, la Coupe des régions de l'UEFA, compétition amateur bisannuelle lancée en 1999, où s'opposent des sélections régionales d'Europe composées de joueurs amateurs. Son ancêtre, la Coupe amateur de l'UEFA, voyait s'affronter des sélections nationales amateures dans les années 1960 et 1970.
Le 27 mars 2014, l'UEFA annonce la création d'une nouvelle compétition intitulée « Ligue des nations ». Ce championnat, disputé sur deux années et dont la première édition commence en  2018, se dispute aux dates jusque-là prévues pour les matchs amicaux. Il est organisé en groupes par « niveau » et doit permettre que toutes les sélections, y compris les plus modestes composées de joueurs amateurs, ait des chances de se qualifier pour les phases finales de l'Euro, à l'instar de la Coupe amateur de l'UEFA des années 1970.
L'UEFA rassemble régulièrement les sélectionneurs des équipes nationales européennes pour une conférence qui leur est destinée.
| Année | Vainqueur                |
| ----- | ------------------------ |
| 1960  | Union soviétique         |
| 1964  | Espagne                  |
| 1968  | Italie                   |
| 1972  | Allemagne de l'Ouest     |
| 1976  | Tchécoslovaquie          |
| 1980  | Allemagne de l'Ouest (2) |
| 1984  | France                   |
| 1988  | Pays-Bas                 |
| 1992  | Danemark                 |
| 1996  | Allemagne (3)            |
| 2000  | France (2)               |
| 2004  | Grèce                    |
| 2008  | Espagne (2)              |
| 2012  | Espagne (3)              |
| 2016  | Portugal                 |
| 2020  | Italie (2)               |
| 2024  | Espagne (4)              |

| Année | Vainqueur    |
| ----- | ------------ |
| 2019  | Portugal     |
| 2021  | France       |
| 2023  | Espagne      |
| 2025  | Portugal (2) |

| Année | Vainqueur            |
| ----- | -------------------- |
| 1984  | Suède                |
| 1987  | Norvège              |
| 1989  | Allemagne de l'Ouest |
| 1991  | Allemagne (2)        |
| 1993  | Norvège (2)          |
| 1995  | Allemagne (3)        |
| 1997  | Allemagne (4)        |
| 2001  | Allemagne (5)        |
| 2005  | Allemagne (6)        |
| 2009  | Allemagne (7)        |
| 2013  | Allemagne (8)        |
| 2017  | Pays-Bas             |
| 2021  | Angleterre           |
| 2025  | Angleterre (2)       |

| Année | Vainqueur |
| ----- | --------- |
| 2024  | Espagne   |
| 2025  |           |

### Clubs

#### Compétitions masculines

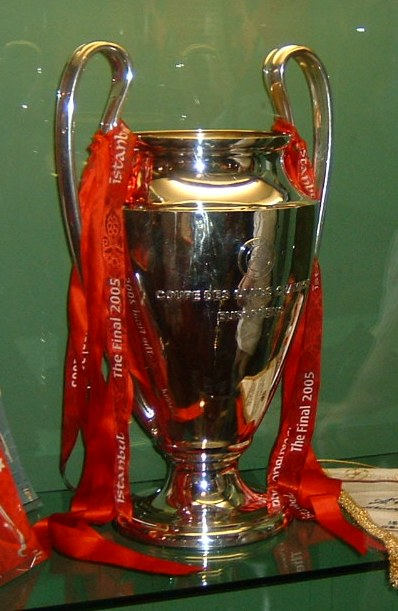
Trophée de la Ligue des champions (ici en 2005).

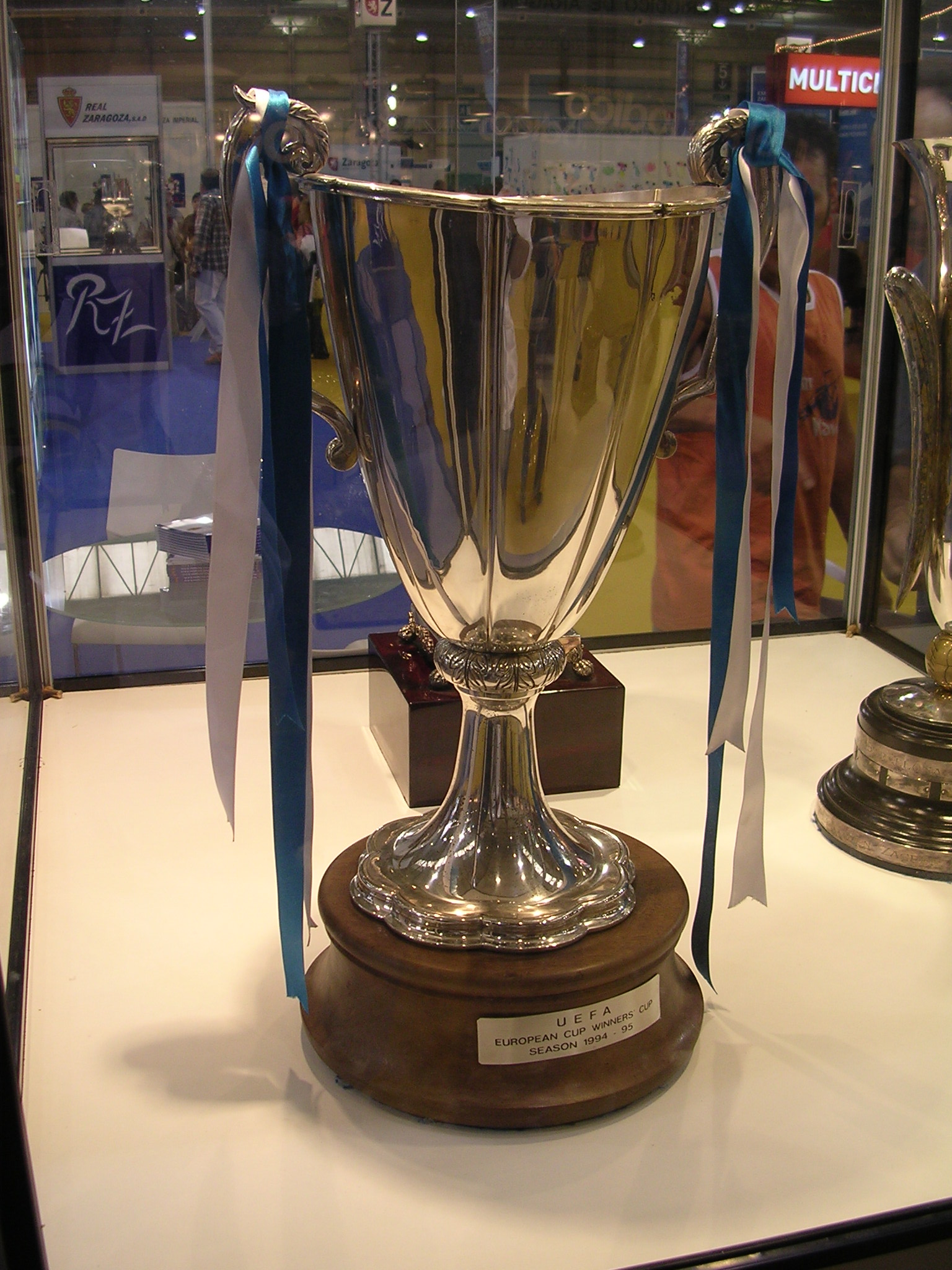
Trophée de la Coupe des vainqueurs de coupe.

La principale compétition organisée par l'UEFA est la Ligue des champions. Elle rassemble les meilleurs clubs de chaque pays — entre un et quatre en fonction du coefficient UEFA de la fédération, qui dépend des résultats obtenus les années précédentes. Elle remplace depuis 1992 la « Coupe des clubs champions européens », créée en 1955, à laquelle seuls les champions nationaux étaient qualifiés. De 1960 à 2004, le vainqueur était le représentant européen à la Coupe intercontinentale, co-organisée par l'UEFA et la CONMEBOL, son homologue d'Amérique du Sud ; la Coupe intercontinentale a depuis été remplacée par la Coupe du monde des clubs de la FIFA.
La seconde compétition de clubs en termes d'importance est la Ligue Europa (anciennement « Coupe UEFA »). Elle est lancée en 1971 sur la base de la Coupe des villes de foires. Une troisième coupe d'Europe des clubs a existé, la Coupe d'Europe des vainqueurs de coupe (surnommée « Coupe des coupes »). Longtemps 2e compétition en termes d'importance, elle a souffert du développement de la Ligue des champions et a été finalement absorbée par la Coupe UEFA en 1999. Depuis 1973, au début de chaque saison, les vainqueurs des Ligue des champions et Ligue Europa s'affrontent dans le cadre de la Supercoupe de l'UEFA.
De 1995 à 2008, l'UEFA a organisé une compétition estivale qualificative pour la Coupe UEFA, baptisée Coupe Intertoto.
Cinq clubs seulement ont remporté chacune des trois compétitions principales de l'UEFA (Coupe des clubs champions/Ligue des champions, Coupe des coupes, Coupe UEFA/Ligue Europa) : la Juventus de Turin en Italie, l'Ajax d'Amsterdam aux Pays-Bas, le Bayern Munich en Allemagne, Chelsea et Manchester United en Angleterre. Ce triplé est rendu impossible pour certains clubs étant donné la disparition de la Coupe des coupes. La Juventus, premier club à avoir réussi ce triplé en 1985, est distingué à ce titre par la « Plaque UEFA » en 1988. Il est aussi le seul à avoir remporté toutes les compétitions proposées par l'UEFA, y compris la Coupe intercontinentale, la Supercoupe et la Coupe Intertoto.
Le Comité exécutif de l'UEFA du 2 décembre 2018 approuve la création d'une nouvelle compétition interclubs, la Ligue Europa Conférence.
| Saison | Coupe des clubs champions / Ligue des champions (depuis 1993) | Coupe des vainqueurs de coupe | Coupe UEFA / Ligue Europa (depuis 2010) | Ligue Europa Conférence / Ligue Conférence (depuis 2024) |
| ------ | ------------------------------------------------------------- | ----------------------------- | --------------------------------------- | -------------------------------------------------------- |
| 1956   | Real Madrid                                                   |                               |                                         |                                                          |
| 1957   | Real Madrid (2)                                               |                               |                                         |                                                          |
| 1958   | Real Madrid (3)                                               |                               |                                         |                                                          |
| 1959   | Real Madrid (4)                                               |                               |                                         |                                                          |
| 1960   | Real Madrid (5)                                               |                               |                                         |                                                          |
| 1961   | Benfica Lisbonne                                              | ACF Fiorentina                |                                         |                                                          |
| 1962   | Benfica Lisbonne (2)                                          | Atlético Madrid               |                                         |                                                          |
| 1963   | Milan AC                                                      | Tottenham Hotspur             |                                         |                                                          |
| 1964   | Inter Milan                                                   | Sporting Portugal             |                                         |                                                          |
| 1965   | Inter Milan (2)                                               | West Ham United               |                                         |                                                          |
| 1966   | Real Madrid (6)                                               | Borussia Dortmund             |                                         |                                                          |
| 1967   | Celtic Glasgow                                                | Bayern Munich                 |                                         |                                                          |
| 1968   | Manchester United                                             | Milan AC                      |                                         |                                                          |
| 1969   | Milan AC (2)                                                  | Slovan Bratislava             |                                         |                                                          |
| 1970   | Feyenoord Rotterdam                                           | Manchester City               |                                         |                                                          |
| 1971   | Ajax Amsterdam                                                | Chelsea                       |                                         |                                                          |
| 1972   | Ajax Amsterdam (2)                                            | Glasgow Rangers               | Tottenham Hotspur                       |                                                          |
| 1973   | Ajax Amsterdam (3)                                            | Milan AC (2)                  | Liverpool                               |                                                          |
| 1974   | Bayern Munich                                                 | FC Magdebourg                 | Feyenoord Rotterdam                     |                                                          |
| 1975   | Bayern Munich (2)                                             | Dynamo Kiev                   | Borussia Mönchengladbach                |                                                          |
| 1976   | Bayern Munich (3)                                             | RSC Anderlecht                | Liverpool (2)                           |                                                          |
| 1977   | Liverpool                                                     | Hambourg SV                   | Juventus                                |                                                          |
| 1978   | Liverpool (2)                                                 | RSC Anderlecht (2)            | PSV Eindhoven                           |                                                          |
| 1979   | Nottingham Forest                                             | FC Barcelone                  | Borussia Mönchengladbach (2)            |                                                          |
| 1980   | Nottingham Forest (2)                                         | Valence CF                    | Eintracht Francfort                     |                                                          |
| 1981   | Liverpool (3)                                                 | Dinamo Tbilissi               | Ipswich Town                            |                                                          |
| 1982   | Aston Villa                                                   | FC Barcelone (2)              | IFK Göteborg                            |                                                          |
| 1983   | Hambourg SV                                                   | Aberdeen FC                   | RSC Anderlecht                          |                                                          |
| 1984   | Liverpool (4)                                                 | Juventus                      | Tottenham Hotspur (2)                   |                                                          |
| 1985   | Juventus                                                      | Everton                       | Real Madrid                             |                                                          |
| 1986   | Steaua Bucarest                                               | Dynamo Kiev (2)               | Real Madrid (2)                         |                                                          |
| 1987   | FC Porto                                                      | Ajax Amsterdam                | IFK Göteborg (2)                        |                                                          |
| 1988   | PSV Eindhoven                                                 | KV Malines                    | Bayer Leverkusen                        |                                                          |
| 1989   | Milan AC (3)                                                  | FC Barcelone (3)              | SSC Naples                              |                                                          |
| 1990   | Milan AC (4)                                                  | Sampdoria                     | Juventus (2)                            |                                                          |
| 1991   | Étoile rouge de Belgrade                                      | Manchester United             | Inter Milan                             |                                                          |
| 1992   | FC Barcelone                                                  | Werder Brême                  | Ajax Amsterdam                          |                                                          |
| 1993   | Olympique de Marseille                                        | Parme FC                      | Juventus (3)                            |                                                          |
| 1994   | Milan AC (5)                                                  | Arsenal                       | Inter Milan (2)                         |                                                          |
| 1995   | Ajax Amsterdam (4)                                            | Real Saragosse                | Parme FC                                |                                                          |
| 1996   | Juventus (2)                                                  | Paris Saint-Germain           | Bayern Munich                           |                                                          |
| 1997   | Borussia Dortmund                                             | FC Barcelone (4)              | Schalke 04                              |                                                          |
| 1998   | Real Madrid (7)                                               | Chelsea (2)                   | Inter Milan (3)                         |                                                          |
| 1999   | Manchester United (2)                                         | Lazio Rome                    | Parme FC (2)                            |                                                          |
| 2000   | Real Madrid (8)                                               |                               | Galatasaray                             |                                                          |
| 2001   | Bayern Munich (4)                                             | Liverpool (3)                 |                                         |                                                          |
| 2002   | Real Madrid (9)                                               | Feyenoord Rotterdam (2)       |                                         |                                                          |
| 2003   | Milan AC (6)                                                  | FC Porto                      |                                         |                                                          |
| 2004   | FC Porto (2)                                                  | Valence CF                    |                                         |                                                          |
| 2005   | Liverpool (5)                                                 | CSKA Moscou                   |                                         |                                                          |
| 2006   | FC Barcelone (2)                                              | Séville FC                    |                                         |                                                          |
| 2007   | Milan AC (7)                                                  | Séville FC (2)                |                                         |                                                          |
| 2008   | Manchester United (3)                                         | Zénith Saint-Pétersbourg      |                                         |                                                          |
| 2009   | FC Barcelone (3)                                              | Chakhtar Donetsk              |                                         |                                                          |
| 2010   | Inter Milan (3)                                               | Atlético Madrid               |                                         |                                                          |
| 2011   | FC Barcelone (4)                                              | FC Porto (2)                  |                                         |                                                          |
| 2012   | Chelsea                                                       | Atlético Madrid (2)           |                                         |                                                          |
| 2013   | Bayern Munich (5)                                             | Chelsea                       |                                         |                                                          |
| 2014   | Real Madrid (10)                                              | Séville FC (3)                |                                         |                                                          |
| 2015   | FC Barcelone (5)                                              | Séville FC (4)                |                                         |                                                          |
| 2016   | Real Madrid (11)                                              | Séville FC (5)                |                                         |                                                          |
| 2017   | Real Madrid (12)                                              | Manchester United             |                                         |                                                          |
| 2018   | Real Madrid (13)                                              | Atlético Madrid (3)           |                                         |                                                          |
| 2019   | Liverpool (6)                                                 | Chelsea (2)                   |                                         |                                                          |
| 2020   | Bayern Munich (6)                                             | Séville FC (6)                |                                         |                                                          |
| 2021   | Chelsea (2)                                                   | Villarreal CF                 |                                         |                                                          |
| 2022   | Real Madrid (14)                                              | Eintracht Francfort (2)       | AS Rome                                 |                                                          |
| 2023   | Manchester City                                               | Séville FC (7)                | West Ham United                         |                                                          |
| 2024   | Real Madrid (15)                                              | Atalanta Bergame              | Olympiakós                              |                                                          |
| 2025   | Paris Saint-Germain                                           | Tottenham Hotspur (3)         | Chelsea                                 |                                                          |

#### Compétitions féminines
En football féminin, l'UEFA organise également une Ligue des champions, dont la première édition a eu lieu en 2001.
| Saison | Coupe féminine / Ligue des champions féminine (depuis 2009) |
| ------ | ----------------------------------------------------------- |
| 2002   | FFC Francfort                                               |
| 2003   | Umeå IK                                                     |
| 2004   | Umeå IK (2)                                                 |
| 2005   | FFC Turbine Potsdam                                         |
| 2006   | FFC Francfort (2)                                           |
| 2007   | Arsenal                                                     |
| 2008   | FFC Francfort (3)                                           |
| 2009   | FCR Duisbourg                                               |
| 2010   | FFC Turbine Potsdam (2)                                     |
| 2011   | Olympique lyonnais                                          |
| 2012   | Olympique lyonnais (2)                                      |
| 2013   | VfL Wolfsbourg                                              |
| 2014   | VfL Wolfsbourg (2)                                          |
| 2015   | FFC Francfort (4)                                           |
| 2016   | Olympique lyonnais (3)                                      |
| 2017   | Olympique lyonnais (4)                                      |
| 2018   | Olympique lyonnais (5)                                      |
| 2019   | Olympique lyonnais (6)                                      |
| 2020   | Olympique lyonnais (7)                                      |
| 2021   | FC Barcelone                                                |
| 2022   | Olympique lyonnais (8)                                      |
| 2023   | FC Barcelone (2)                                            |
| 2024   | FC Barcelone (3)                                            |
| 2025   | Arsenal (2)                                                 |

#### Compétitions de jeunes
Chez les jeunes, l'UEFA lance en 2013 l'UEFA Youth League et met ainsi fin au succès grandissant des NextGen Series, organisées indépendamment de l'UEFA.
| Saison | UEFA Youth League  |
| ------ | ------------------ |
| 2014   | FC Barcelone       |
| 2015   | Chelsea            |
| 2016   | Chelsea (2)        |
| 2017   | Red Bull Salzbourg |
| 2018   | FC Barcelone (2)   |
| 2019   | FC Porto           |
| 2020   | Real Madrid        |
| 2021   | Édition annulée    |
| 2022   | Benfica Lisbonne   |
| 2023   | AZ Alkmaar         |
| 2024   | Olympiakós         |
| 2025   | FC Barcelone (3)   |

### Futsal
L'UEFA organise également les compétitions de futsal passé sous l'égide de la FIFA. Le Championnat d'Europe destiné aux sélections nationales voit le jour en 1996.
La Ligue des champions, qui oppose tous les ans les meilleurs clubs du continent, est lancée après la Coupe de futsal de l'UEFA en 2001-2002. Cette dernière prend la place de la Coupe des clubs champions européens de futsal. Organisée de 1985 à 2001 de façon indépendante, elle n'a pas été reconnue par l'UEFA.
Les premiers Euro de futsal féminin et U19 ont lieu à partir de 2019 tous les deux ans.
Un Championnat d'Europe de futsal des moins de 21 ans (en) a été organisé par l'UEFA en 2008.

## Résultats en compétitions mondiales
Bilan des sélections européennes dans le top 3 du Classement mondial de la FIFA
| Équipes   | Premier                                | Deuxième                                                        | Troisième                  |
| --------- | -------------------------------------- | --------------------------------------------------------------- | -------------------------- |
| Espagne   | 6 (2008, 2009, 2010, 2011, 2012, 2013) | 1 (1994)                                                        | 4 (2002, 2003, 2015, 2024) |
| Belgique  | 5 (2015, 2018, 2019, 2020, 2021)       | 0                                                               | 0                          |
| Allemagne | 3 (1993, 2014, 2017)                   | 6 (1995, 1996, 1997, 2008, 2012, 2013)                          | 4 (1998, 2010, 2011, 2016) |
| France    | 1 (2001)                               | 10 (1998, 2000, 2002, 2003, 2004, 2018, 2019, 2020, 2023, 2024) | 4 (1996, 1999, 2021, 2022) |
| Pays-Bas  | 0                                      | 2 (2010, 2011)                                                  | 3 (2005, 2008, 2009)       |
| Italie    | 0                                      | 2 (1993, 2006)                                                  | 2 (1995, 2007)             |
| Tchéquie  | 0                                      | 2 (1999, 2005)                                                  | 1 (1997)                   |
| Suède     | 0                                      | 0                                                               | 1 (1994)                   |
| Croatie   | 0                                      | 0                                                               | 1 (1999)                   |
| Portugal  | 0                                      | 0                                                               | 1 (2017)                   |

Cinq nations européennes ont remporté la Coupe du monde de football, organisée par la FIFA : l'Allemagne en 1954, 1974 (à domicile), 1990 et 2014, l'Italie en 1934 (à domicile), 1938, 1982 et 2006, l'Angleterre en 1966 (à domicile), la France en 1998 (à domicile) et en 2018, l'Espagne en 2010 (première victoire d'une sélection européenne hors-Europe). Plusieurs autres ont été finalistes sans l'emporter : les Pays-Bas en 1974, 1978 et 2010, la Tchécoslovaquie en 1934 et 1962, la Hongrie en 1938 et 1954, la Croatie en 2018 et la Suède en 1958.
Cependant trois sélections ont remporté la Coupe des confédérations, qui oppose depuis 1992 les différents champions continentaux : le Danemark en 1995, la France en 2001 et 2003 et l'Allemagne en 2017.
Le Classement mondial de la FIFA, créé en 1993, est par conséquent régulièrement dominé par une sélection européenne, quand ce n'est pas par le Brésil ou l'Argentine, leurs principaux concurrents au niveau mondial :
En football féminin, l'Allemagne a remporté la Coupe du monde en 2003 et 2007, la Norvège en 1999.

## Prix du Président
Depuis 1998, l'UEFA décerne le prix du Président à des acteurs du football européen « en reconnaissance d'événements exceptionnels, de l'excellence professionnelle et de qualités personnelles exemplaires ». Le dernier lauréat, en 2019, est Éric Cantona.
| Année | Lauréat              |
| ----- | -------------------- |
| 1998  | Jacques Delors       |
| 1999  | Pas de prix          |
| 2000  | Guy Roux             |
| 2001  | Juan Santisteban     |
| 2002  | Bobby Robson         |
| 2003  | Paolo Maldini        |
| 2004  | Ernie Walker (en)    |
| 2005  | Frank Rijkaard       |
| 2006  | Wilfried Straub (en) |
| 2007  | Alfredo Di Stéfano   |
| 2008  | Bobby Charlton       |
| 2009  | Eusébio              |
| 2010  | Raymond Kopa         |
| 2011  | Gianni Rivera        |
| 2012  | Franz Beckenbauer    |
| 2013  | Johan Cruyff         |
| 2014  | Josef Masopust       |
| 2015  | Pas de prix          |
| 2016  | Pas de prix          |
| 2017  | Francesco Totti      |
| 2018  | David Beckham        |
| 2019  | Éric Cantona         |